# Valeria and Other Poems
Valeria and Other Poems – tomik amerykańskiej poetki i dramatopisarki Harriet Monroe, opublikowany w 1891. Został on dobrze przyjęty przez krytykę. Zawiera tytułowy dramat w pięciu aktach, napisany wierszem białym, i kilkadziesiąt innych utworów, w tym kilkanaście sonetów. Liczy ponad 300 stron. Autorka zadedykowała książkę pamięci swojego szwagra, znanego architekta Johna Wellborna Roota.